# Brachistosternus pentheri
Espèce
Synonymes
- Brachistosternus psammophilus Maury, 1978

Brachistosternus pentheri est une espèce de scorpions de la famille des Bothriuridae.

## Distribution
Cette espèce est endémique d'Argentine.Elle se rencontre dans les provinces de Buenos Aires, de Río Negro, de La Pampa, de Mendoza, de San Juan, de San Luis, de Córdoba, de La Rioja, de Catamarca et de Salta.

## Description
Le mâle holotype mesure 64,89 mm et la femelle paratype 67,16 mm.

## Étymologie
Cette espèce est nommée en l'honneur d'Arnold Penther.

## Publication originale
- Mello-Leitão, 1931 : Notas sobre os Bothriuridae Sul-Americanos. Arquivos do Museu Nacional, vol. 33, p. 75–105.